# Wołodymyr Ałeksiuk
Wołodymyr Wiktorowycz Ałeksiuk, ukr. Володимир Вікторович Алексюк (ur. 22 czerwca 1987 w Kijowie) – ukraiński hokeista, reprezentant Ukrainy.
Jego brat Wałentyn (ur. 1989) także został hokeistą.

## Kariera
- HK Kijów (2002-2003)
- Łokomotiw Jarosław 2 (2003-2005)
- HK Nioman Grodno / Nioman Grodno 2 (2005)
- Sokił Kijów / Sokił Kijów 2 (2005-2006)
- HK Kijów (2006)
- Sokił Kijów / Sokił Kijów 2 (2006-2010)
  -  ATEK Kijów (2007)
- Bejbarys Atyrau (2010-2011)
- Donbas Donieck (2011)
- Donbas 2 Donieck (2011-2013)
- Biłyj Bars Biała Cerkiew (2013-2014)
- JKH GKS Jastrzębie (2014-2015)
- Podhale Nowy Targ (2015-2016)
- Donbas Donieck (2016-2017)
- Arłan Kokczetaw (2017)
- CS Progym Gheorgheni (2017-2018)
- MH Automatyka Gdańsk (2018)
- Biłyj Bars Biała Cerkiew (2019-2020)
- HK Krzemieńczuk (2020-2021)
- Biłyj Bars Biała Cerkiew (2021-2022)
- Sokił Kijów (2022-)

Występował w klubach ukraińskich, białoruskich, kazachskich. Od września 2014 zawodnik polskiego klubu JKH GKS Jastrzębie (wraz z nim jego rodak Artem Bondarew). Po zakończeniu sezonu Polska Hokej Liga (2014/2015) obaj odeszli z JKH. Od czerwca 2015 do początku stycznia 2016 zawodnik Podhala Nowy Targ. Od stycznia 2016 ponownie zawodnik Donbasu. Od sierpnia do października 2017 zawodnik kazachskiego Arłanu Kokczetaw. Od listopada 2017 zawodnik rumuńskiego klubu CS Progym Gheorgheni. W czerwcu 2018 został zawodnikiem MH Automatyka Gdańsk. Pod koniec grudnia 2018 odszedł z tej drużyny. W sierpniu 2019 ponownie został graczem Biłyjego Barsu Biała Cerkiew. W jego barwach rozegrał sezon UHL 2019/2020 do późnej zimy 2020, po czym w dalszym ciągu edycji, wydłużonej czasowo z uwagi na pandemię COVID-19, reprezentował HK Krzemieńczuk. Pozostał w klubie na nowy sezon 2020/2021. Potem grał ponownie w Białej Cerkwi, a w maju 2022 został zaangażowany w KH Energa Toruń, zaś w sierpniu 2022 poinformowano, że ostatecznie nie zagra w tym polskim klubie. Powodem była niemożność przekroczenia granicy z Polską, wobec czego jego kontrakt rozwiązano, a on następnie został zawodnikiem Sokiłu.
Grał w kadrach juniorskich Ukrainy. Następnie rozpoczął występy w reprezentacji seniorskiej. Uczestniczył w turniejach mistrzostw świata w 2013, 2015, 2016, 2017 (Dywizja I), hokeja mężczyzn na Zimowej Uniwersjadzie 2013 (kapitan kadry).

## Sukcesy
Reprezentacyjne
- Awans do MŚ Dywizji I Grupy A: 2013, 2016

Klubowe
- Złoty medal mistrzostw Ukrainy: 2011 z Donbasem Donieck, 2012, 2013 z Donbasem 2 Donieck, 2016, 2017 z Donbasem Donieck, 2020 z HK Krzemieńczuk
- Srebrny medal mistrzostw Ukrainy: 2014 z Biłyjem Barsem Biała Cerkiew
- Srebrny medal mistrzostw Polski: 2015 z JKH GKS Jastrzębie
- Finał Pucharu Polski: 2015 z Podhalem Nowy Targ
- Brązowy medal mistrzostw Ukrainy: 2021 z HK Krzemieńczuk

Indywidualne
- Mistrzostwa Świata w Hokeju na Lodzie 2011/I Dywizja Grupa B:
  - Pierwsze miejsce w klasyfikacji +/- turnieju: +12[22]
- Mistrzostwa Ukrainy w hokeju na lodzie (2015/2016):
  - Trzecie miejsce w klasyfikacji asystentów w fazie play-off: 4 asysty[23]